# 이동성 고기압
이동성 고기압(移動性高氣壓, migratory anticyclone)은 고기압의 중심이 일정한 위치에 있지않고 이동하는 고기압을 말한다. 보통 주변의 탁월풍의 영향으로 이동한다. 이와 반대되는 것이 정체성 고기압이다.
시베리아 고기압의 일부가 떨어져 나오거나 양쯔강 기단에서 발생하는 이동성 고기압이 우리나라를 지나간다. 이 둘 모두 탁월풍인 편서풍의 영향을 받아 서쪽에서 동쪽으로 이동한다. 겨울철 시베리아 고기압이 주기적으로 확장 및 후퇴를 하는 과정에서 분리되어 형성되는 이동성 고기압들은 주로 봄과 가을에 잘 나타나며 이러한 이동성 고기압이 지날 때는 날씨가 맑고 화창하다. 이들은 한반도에서 약 40∼50km/h의 속도로 이동하며 풍속 5∼6m/s 이하의 약한 바람을 일으킨다.

## 같이 보기
- 정체성 고기압